# تاكاو ياغوتشي
تاكاو ياغوتشي (باليابانية: 矢口 高雄) هو الاسم الفني لرسام مانغا ياباني ولد في 28 أكتوبر 1939. رئيس شركة ياغوتشي بروداكشن. اسمه الحقيقي تاكاهاشي تاكاو (باليابانية: 高橋 高雄) (تاكاهاشي هو اسم العائلة).
من أشهر أعماله سلسلة المانغا التي أصبحت لاحقا مسلسل الأنمي رامي الصياد الصغير.